# B. Monkey
Pour plus de détails, voir Fiche technique et Distribution.
B. Monkey est un film policier américano-britannique réalisé par Michael Radford et sorti en 1998.
Il s'agit d'une adaptation du roman éponyme d'Andrew Davies.

## Synopsis
Alan (Jared Harris) est un instituteur londonien qui travaille au noir comme disc-jockey de jazz pour le système de sonorisation d'un hôpital. Un soir, après son travail, il se rend dans un bar et aperçoit Beatrice (Asia Argento), une belle femme qui se dispute avec deux hommes. Alan est immédiatement captivé par Béatrice et commence à la suivre. Ce qu'Alan ne sait pas, c'est que Beatrice est une voleuse connue de la police sous le nom de « B. Monkey » (elle parvient en effet à se prendre pour un singe afin de cambrioler n'importe quoi) et que les hommes avec lesquels elle se disputait étaient Paul (Rupert Everett) et Bruno (Jonathan Rhys Meyers), un couple d'homosexuels qui sont ses complices cambrioleurs. Lorsqu'Alan découvre le secret de Beatrice, il tente de l'amener à un mode de vie plus sûr et plus honnête, tandis qu'elle l'entraîne dans l'existence palpitante dont il rêvait. Ils partent ensuite passer quelques jours à Paris.

## Fiche technique
- Titre original et français : B. Monkey[2],[3]
- Réalisateur : Michael Radford
- Scénario : Michael Radford, Chloe King, Michael Thomas, d'après le roman éponyme d'Andrew Davies
- Photographie : Ashley Rowe
- Montage : Joëlle Hache
- Musique : Luis Bacalov
- Production : Colin Vaines, Stephen Woolley, Laurie Borg, Nick Powell, Bob Weinstein, Harvey Weinstein
- Sociétés de production : Scala Productions, Synchronistic Pictures, Miramax Films
- Pays de production :  Royaume-Uni -  États-Unis
- Langues originales : anglais, italien, français
- Format : Couleur par Technicolor - 1,85:1 - Son mono - 35 mm
- Durée : 92 minutes
- Genre : Film policier
- Dates de sortie :
  - Royaume-Uni : 7 novembre 1998
  - France : 2 janvier 2002

## Distribution
- Asia Argento (VF : Olivia Dalric) : Béatrice / B. Monkey
- Jared Harris (VF : Jean-Christophe Dollé) : Alan
- Rupert Everett (VF : Dominique Guillo) : Paul
- Jonathan Rhys-Meyers : Bruno
- Ian Hart : Steve Davis
- Julie T. Wallace (en) : Mme Sturge
- Bryan Pringle : Gutes Kind
- Clare Higgins : Cerise
- Michael Fitzgerald : Magnus

## Production
En octobre 2017, Michael Caton-Jones a révélé qu'il avait initialement choisi Sophie Okonedo pour tenir le rôle principal. Cependant, le producteur, Harvey Weinstein, a décidé que l'actrice n'était pas « baisable ». Caton-Jones et Weinstein ont discuté vivement de la question, et Caton-Jones a dit : « Ne foirez pas la distribution de ce film parce que vous voulez vous envoyer en l'air', après quoi il a pété les plombs ». Weinstein a ensuite révélé à Variety que Caton-Jones avait quitté le film en raison de « divergences créatives ». Argento, qui a remplacé Okonedo, est l'une des trois femmes qui ont été violées par Weinstein selon les informations du New Yorker en 2017 ; elle explique s'être soumise à Weinstein parce que « je sentais que je devais le faire, parce que le film sortait et que je ne voulais pas le mettre en colère ». Dans son autobiographie, Asia Argento déclare avoir eu une liaison avec le réalisateur Michael Radford pendant le tournage.